# Crepidotus virgineus
Crepidotus virgineus är en svampart som beskrevs av Har. Takah. 2003. Crepidotus virgineus ingår i släktet rödmusslingar och familjen Inocybaceae.   Inga underarter finns listade i Catalogue of Life.